# ستایش (فیلم ۲۰۰۸)
ستایش (به انگلیسی: Adoration) نام یک فیلم درام محصول سال ۲۰۰۸ کشور کانادا است که آتوم اگویان آن را کارگردانی کرده است. ستایش، دوازدهمین فیلم بلند اگویان به‌شمار می‌آید.

ستایش نخستین بار در جشنواره فیلم کن در مه ۲۰۰۸ به نمایش درآمد و جایزه هیئت داوران وحدت‌گرا را به‌دست آورد. این فیلم در جشنواره فیلم سان‌فرانسیسکو ۲۰۰۹ نیز به نمایش درآمد.

## خلاصه داستان
داستان فیلم دربارهٔ نوجوانی به نام سیمون (دوون بوستیک) است که در اینترنت برای خود هویتی جعلی می‌سازد. او که سال‌ها پیش پدر اردنی و مادر کانادایی‌اش را در یک تصادف رانندگی از دست داده است، در اینترنت و از طریق ویدئو در چت روم، خود را فرزند یک تروریست اردنی که در کیف معشوقه باردار کانادایی خود بمب کار گذاشته بود تا هواپیمایی به مقصد اسرائیل را منفجر سازد، معرفی می‌کند و خود را همان جنین زن باردار می‌داند که در پی بازرسی امنیتی فرودگاه و کشف بمب، به همراه مادرش و دیگر مسافران جان به در برده است. هویت‌سازی سیمون پیامدهایی را به دنبال دارد.

## بازیگران
- ریچل بلنچرد
- اسکات اسپیدمن
- دوون بوستیک
- آرسینه خانجیان